# Flori Mumajesi
Florian Mumajesi, más conocido como Flori Mumajesi o como Flori (Tirana, 23 de agosto de 1982), es un cantante, productor musical y compositor albanés muy popular en Albania, Kósovo y el resto de los Balcanes. 

## Biografía

### Primeros años
Nació en Tirana, la capital albanesa, el 23 de agosto de 1982. Desde muy joven tuvo el sueño de convertirse en cantante y desarrollar una carrera musical, por lo que en 1999, cuando el cantante sólo tenía 17 años, entró a formar parte de la boy band The Dreams. Siendo miembro de aquella banda participaría en la edición inaugural del festival Kënga Magjike con la canción "Me Tremb Ndarja" y publicaría "Nº1", su primer álbum. El grupo también participó en la 37.ª edición del Festivali i Kënges junto con Manjola Nallbani con la canción "O Bukuri Pushtoje Botën".
Tras participar en sucesivas ediciones del Kënga Magjike y del Festivali i Kënges y después de publicar un segundo disco, Flori Mumajesi, que empezó a destacar sobre los demás miembros de "The Dreams", abandonó la banda con la intención de emprender una carrera en solitario.

### Carrera en solitario
En el año 2002, Flori comenzó su andadura como solista componiendo varias canciones y participando incansablemente en incontables festivales de la canción. Fue ese mismo año cuando compitió, por primera vez en solitario, en la cuarta edición del Kënga Magjike con la balada romántica "Nuk Mund Te Vdes", con la que empezó a llamar la atención del público. Un año después, volvió a participar en ese mismo festival a dúo con Alketa Vejsiu, interpretano el tema "Merrme Te Fundit Nate".
En la primavera del año 2004, el intérprete prosigue su actividad musical participando en la primera edición del Top Fest (otro certamen musical producido por el canal Top Channel) con la canción "Ka Nate, Ka Dhe Dite", con la que cambia abruptamente de registro adoptando un sonido más cercano al R&B.
A finales de ese mismo año, Flori vuelve a participar en el Kënga Magjike con una canción electrónica bailable titulada "Gjithmonë Do Të Jem Me Ty", logrando una mejor posición que sus anteriores candidaturas en ese certamen.
Gracias a su creciente popularidad el vocalista empezó a producir más canciones para otros artistas como Eranda Libohova, Julka u Orinda Huta, contra las que competiría en posteriores ediciones del certamen.

#### Éxito
Tras varias canciones compuestas y otras tantas participaciones en festivales, en el año 2005 Flori Mumajesi participa nuevamente en el Kënga Magjike con la canción "Me sy mbyllur" (Con los ojos cerrados), una balada en la que el cantante empieza a combinar su estilo habitual con sonidos étnicos. Aquella canción, que gozó de una buena acogida desde el principio, logró un excelente tercer puesto con 221 puntos, lo que la convirtió en un éxito absoluto apuntalando así la creciente popularidad del intérprete.
El año 2007 fue muy exitoso para Flori Mumajesi, pues participó nuevamente en el Kënga Magjike, esta vez agrupado con la solista femenina Soni Malaj logrando el segundo premio con la canción "Fluturimi 3470" (Vuelo 3470). La ganadora de aquella edición del evento fue la célebre Aurela Gaçe con la canción "Hape veten" (Ábrete), compuesta por el propio Mumajesi, lo que le valió además, el premio al mejor compositor.

#### Consagración
Después de un año de receso, en el 2009 Flori Mumajesi reaparece con la canción "Playback", con la que participa por sexta vez en el Kënga Magjike. Aunque el intérprete tuvo que conformarse con un quinto puesto, la gran aceptación de aquella canción, le valió el premio a la canción más radiada. En efecto, Fue tal la popularidad de "Playback", que alcanzó el resto de los países de los Balcanes, hasta el punto en el que en el 2010, la emisora búlgara Balkanika TV, le nominó para represenar a Albania en los Balkan Music Awards con aquella canción, logrando el segundo puesto, sólo superado por el serbio Zeljko Joksimovic.
Tras aquel logro, el vocalista empezó a aumentar su actividad rodando vídeos musicales para sus canciones y componiendo para otros artistas como la popular Elvana Gjata, con la que colaboraría frecuentemente.
El año 2011, fue también muy provechoso para Flori Mumajesi, pues aquel año fundó su propio sello discográfico, Threedots production, en el que publicaría todos sus trabajos a partir de entonces y por el que pasarían grandes nombres de la música albanesa como Jonida Maliqi o Aurela Gaçe entre otros. Entre los nuevos trabajos musicales que el vocalista presentó ese año, destaca otro sencillo titulado "Tallava", con el que participó en la octava edición del Top Fest logrando el tercer premio. Aquella canción, tal y como ocurriera con "Playback", alcanzó tanta popularidad que el cantante acabó participando en una versión en búlgaro de aquella canción a dúo con Stefani, titulada "Ne se pravi". Esta canción al igual que otras tantas de su trayectoria fue finalmente incluida en "Detaj", el primer álbum de estudio de Mumajesi.
Durante los años siguientes el intérprete siguió participando en videos musicales, publicando nuevas canciones y componiendo para otros artistas como Besa Kokëdhima, Klajdi Haruni, Bruno, Kejsi Tola o Artiola Toska entre otros.
En el 2015, nuevamente vuelve a participar en el Kënga Magjike con la canción "Me fjallë te vogla" (En pocas palabras), con la que quedó quinto, logrando además el premio a la canción más reproducida en redes sociales. Un año después publica la canción "Beautiful", con un mensaje optimista dedicado a los enfermos de cáncer y cuyo videoclip es, a día de hoy, el más reproducido de un cantante albanés en Youtube con más de 43 millones de reproducciones.
En el 2017, Mumajesi lanza su primera canción íntegramente en español titulada "Karma", en la que cuenta con la colaboración de DJ Vicky, Klajdi Haruni y Bruno.
En el año 2018, El cantante logra finalmente, su primera victoria en el Kënga Magjike con la canción "Plas".

## Discografía

### Con The Dreams
- N.º 1 (1999)
- Forever (2001)

### En solitario

#### Álbumes
- Detaj (2011)

#### Sencillos
- Nuk mund te vdes (Canción participante en Kënga Magjike 2002)
- Merrme Te Fundit Nate (Canción participante en Kënga Magjike 2003)
- Ka Nate, Ka Dhe Dite (Canción participante en Top Fest 2004)
- Gjithmonë Do Të Jem Me Ty (Canción participante en Kënga Magjike 2004)
- Me sy mbyllur (Canción participante en Kënga Magjike 2005)
- Fluturimi 3470, A dúo con Soni Malaj (Canción participante en Kënga Magjike 2007)
- Baby (2007)
- Crazy girl (2009)
- Making off (2010)
- Playback (Canción participante en Kënga Magjike 2009 y en Balkan Music Awards 2010)
- Važno li ti e (A dúo con Alisia) (2010)
- Tallava (Canción participante en Top Fest 2011)
- Ne se pravi (Versión en búlgaro de Tallava) (2011)
- Tequila vava (2011)
- Me zemër (2012)
- Dhe zemra ndal (Con Elvana Gjata) (2012)
- Parajsa (Con Elvana Gjata, Julka y Orinda Huta) (2012)
- Lule lule (2013)
- Pa jete (2014)
- Sonte (2014)
- Ta boja me drita (2014)
- Ke (2014)
- Ku isha une (Con Argjentina) (2014)
- Kuq e zi je ti (Con Elvana Gjata) (2015)
- Me Fjallë te vogla (Canción participante en Kenga Magjike 2015)
- Marina (2015)
- Beautiful (2015)
- Tu Luta (Con Shkurte Gashi) (2016)
- Si Dikur (Con Shkurte Gashi) (2016)
- Nuk ma la (con Ledri Vula) (2016)
- 123 (Con Besa Kokëdima) (2016)
- Ku gabum (2016)
- Nallane, (con Arilena Ara y DJ Vicky) (2017)
- Karma (2017)
- Ja ke bo vetes, (con Bruno) (2018)
- Dashni me raki (con Ghetto Geasy) (2018)
- Ne shpirt (2018)
- Shanghai (2018)
- Mori (2018)
- Plas (Canción ganadora del Kënga Magjike 2018)
- Cun tirone (2019)
- Dashuria (2019)

#### Como compositor
- Eneda Tarifa - Ma zgjat doren (Canción ganadora del Kënga Magjike 2019)
- Bruno - Zoti't me vrase
- Kejsi Tola - Ke me mua (Canción participante en Kënga Magjike 2018)[11]
- Kejsi Tola - U rritem
- Klajdi Haruni - Nuk te dua dot me pak (Canción participante en Kënga Magjike 2018)[12]
- Bruno & Artiola Toska - Digjem (Canción participante en Kënga Magjike 2018)
- Besa Kokëdima - Kokëforte
- Tuna - Duam
- Elvana Gjata - Lejla
- KAOS - Vandami
- Jonida Maliqi - Jam bërë si ti
- Manjola Nallbani - Veten unë (Canción participante en Kënga Magjike 2013)
- Elvana Gjata - Mengjesi I Kesaj Here (2013)
- Elvana Gjata - Me ty (Canción ganadora del Top Fest 2011)[13]
- Ronela Hajati - Harroje (Canción participante en Kënga Magjike 2010)
- Soni Malaj - Zona zero (Canción participante en Festivali i Kënges 2008)[14]
- Elhaida Dani - Fjala e fundit (Canción participante en Kënga Magjikë 2008)[15]
- Aurela Gaçe - Hape Veten ti (Canción ganadora de Kënga Magjike 2007)
- Soni Malaj - Zjarr (2006)
- Orinda Huta - Tani e di (2002)